# إدارة الطرق العامة النرويجية
إدارة الطرق العامة النرويجية (بالنرويجية: Statens vegvesen)‏ هي وكالة حكومية نرويجية مسؤولة عن الطرق العامة الوطنية والمحلية في النرويج.
وهذا يشمل تخطيط وبناء وتشغيل شبكات الطرق الوطنية والمحلية، وتدريب السائقين ومنح التراخيص، وفحص المركبات، وإعانات عبّارات السيارات.
تقود الوكالة مديرية الطرق العامة (Vegdirektoratet)، وهي تابعة لوزارة النقل والاتصالات. تنقسم إدارة الطرق العامة النرويجية إلى خمس مناطق وثلاثين مقاطعة تابعة للمديرية.
يقع مقر المديرية في أوسلو.
تعد إدارة الطرق العامة النرويجية واحدة من أكبر الوكالات الحكومية في النرويج من حيث الميزانية. في الأمور المتعلقة بالطرق الوطنية تكون الوكالة تابعة للوزارة وفي الأمور المتعلقة بطرق المقاطعات التابعة لإدارة المحافظة.

## الأنشطة الأساسية
تسعى إدارة الطرق العامة النرويجية جاهدة لضمان أن يكون نظام النقل البري في النرويج آمنًا ومستدامًا وفعالًا ومتاحًا للجميع. تدير NPRA الطرق الوطنية نيابة عن الحكومة الوطنية ( 10,700 كيلومتر أو 6,600 ميل ) ونيابة عن إدارات المقاطعات (حوالي 44,600 كيلومتر أو 27,700 ميل ). يتضمن ذلك تخطيط الطرق وتطويرها وتشغيلها وصيانتها.
الوكالة مسؤولة أيضًا عن الطرق النرويجية ذات المناظر الخلابة.
بالنسبة للأنفاق والجسور فتشكل الظروف الطبوغرافية في النرويج تحديًا كبيرًا لتطوير البنية التحتية.
يوجد في النرويج أكثر من 1040 نفقًا على الطرق الوطنية والمحلية. في أي وقت ، هناك 30-40 نفقا قيد الإنشاء ويحل بعضها محل الأنفاق القديمة، ويبلغ متوسط طول الأنفاق كيلومترًا واحدًا.
تحتوي الطرق الوطنية والمحلية على حوالي 19760 جسراً وأرصفة عبارات وغيرها من الهياكل الحاملة (مثل الجدران الاستنادية). العديد من الجسور قصيرة نسبيًا ، لكن النرويج بها 861 جسراً أطول من 100 متر وكذلك يوجد 22 جسراً أطول من 1000 متر أو ما يُعادل كيلومتر.
التراخيص والمركبات: تمتلك إدارة الطرق العامة النرويجية 70 مكتبًا لترخيص السائقين والمركبات في جميع أنحاء البلاد. يمكن أيضًا تنفيذ العديد من الخدمات المقدمة هنا عبر الإنترنت. بصفتها وكالة حكومية ، فإن إدارة الطرق العامة النرويجية مسؤولة عن فحص المركبات والمهام الإشرافية وإجراء اختبارات القيادة. في العديد من المجالات ، تتمتع الوكالة بصلاحية تطوير واعتماد اللوائح واتخاذ القرارات المتعلقة بمستخدمي الطرق والمركبات.
هناك 3.3 مليون سيارة مسجلة في النرويج، منها 145559 مركبة تعمل بالكهرباء (31 ديسمبر 2017).
تم تسجيل أكثر من 1.1 مليون سيارة (التسجيل الأول، تحويلات التسجيل، استيراد السيارات المستعملة، التحويل) في عام 2017. تصدر إدارة الطرق العامة النرويجية سنويًا حوالي 500000 رخصة قيادة جديدة (الإصدارات والتجديدات لأول مرة)
السلامة المرورية: السنوات الثلاث الماضية (2015 ،  2016  و 2017 ) تم التصويت على النرويج كأكثر دول أوروبا أمانًا لمستخدمي الطرق من قبل مجلس سلامة النقل الأوروبي. يتمثل الهدف الرئيسي لـ NPRA في العمل من أجل تحقيق رؤية "لا يوجد قتلى أو مصابين بجروح خطيرة في حركة المرور". تعمل NPRA بشكل منهجي لزيادة السلامة على الطرق. في عام 1970 ، توفي 560 شخصًا في حركة المرور. في عام 2017 ،  قُتل 106 على طرق نرويجية. في عام 2001 ، أطلق البرلمان النرويجي الرؤية صفر حيث ستؤدي الاستثمارات التي تتبع برنامجها الاستراتيجي للفترة من 2018 إلى 2024 إلى خفض سنوي بمقدار 25 قتيلاً أو مصابًا بجروح خطيرة كما ادعى المشروع، كما ستساعد الحملات وعمليات التفتيش والمركبات الأكثر أمانًا في خفض الأرقام بشكل أكبر.
البحث والتطوير: تبدأ إدارة الطرق العامة النرويجية وتجري البحوث التطبيقية. يتم إجراء البحث بالتعاون الوثيق مع معاهد البحث أو الجامعات ذات الصلة. بصفتها مؤسسة عميلة للبناء ، فإن إدارة الطرق العامة النرويجية قادرة أيضًا على إجراء اختبار شامل لنتائج البحث.

## التاريخ
في الأصل ، كانت وزارة العدل مسؤولة عن الطرق العامة. في عام 1846، أنشأ رئيس الوزراء فريدريك ستانغ منصب مساعد الطرق في وزارة الداخلية.
ترأس مساعد الطرق قسم هندسة الطرق وأصبح الكابتن (المهندس) إتش كيه فين أول مساعد طرق. تأسست مديرية الطرق العامة في عام 1864
وأصبح سي دبليو بيرج أول مدير للطرق العامة.
من عام 1885 إلى عام 1944 ، كانت المديرية تابعة لوزارة العمل ، ومنذ ذلك الحين أصبحت تابعة لوزارة النقل والاتصالات.

## روابط خارجية
- Statens vegvesen (النرويجية)
- Statens vegvesen (الإنجليزية)